# Lawrence Sher

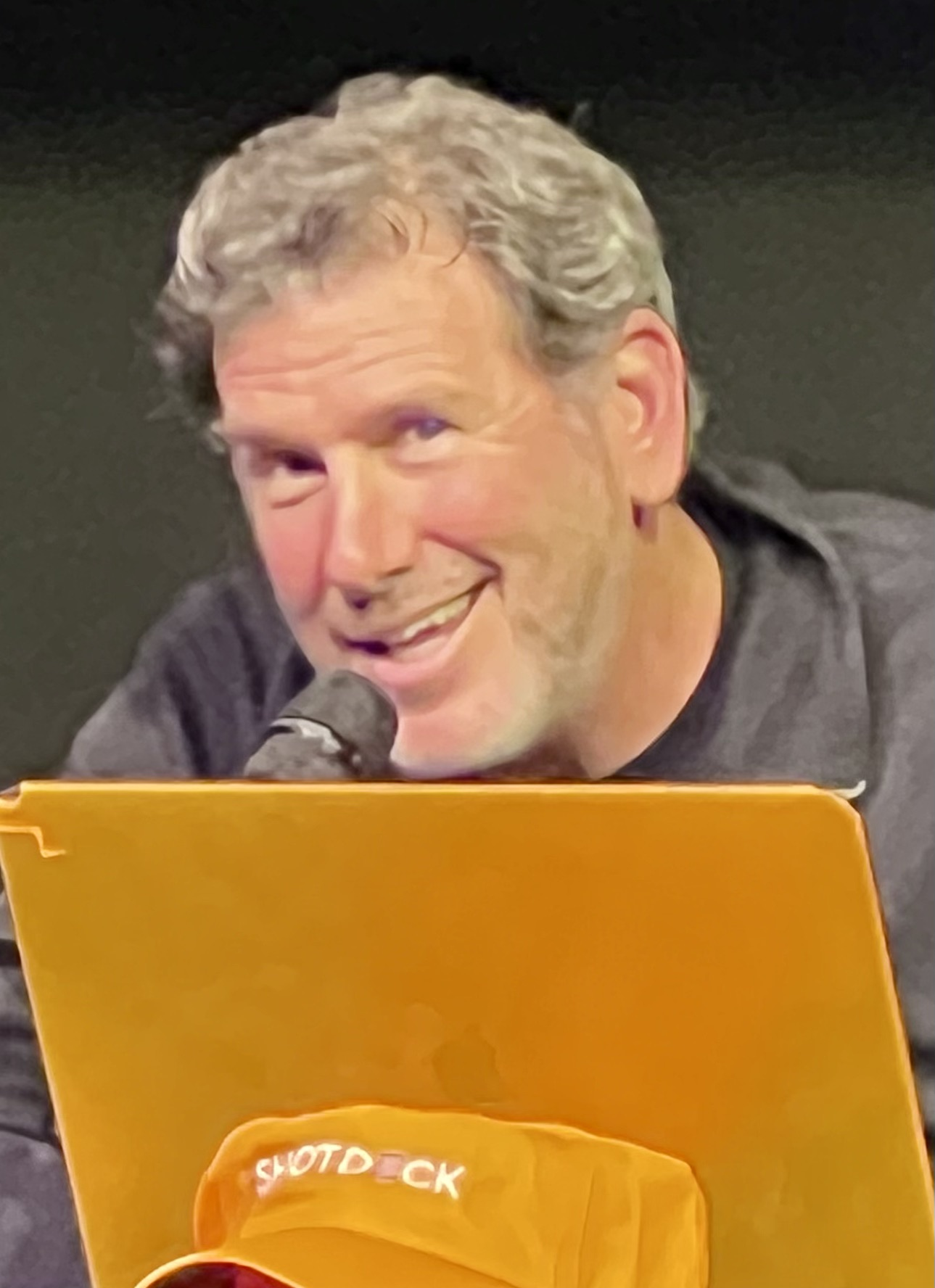
Lawrence Sher (2023)

Lawrence Sher (* 4. Februar 1970 in Teaneck, New Jersey) ist ein US-amerikanischer Kameramann.

## Leben
Lawrence wuchs als Sohn jüdischer Eltern in Teaneck, New Jersey auf. Sein Vater war Arzt, seine Mutter Lehrerin an einer Schule für taube Menschen. Er besuchte die High School in Teaneck und absolvierte ein Studium der Wirtschaft an der Wesleyan University in Connecticut, das er 1992 abschloss. Im Anschluss zog er nach Los Angeles, um seiner Leidenschaft der Kameraarbeit nachzugehen. Er war zunächst im Werbefilmebereich tätig, bevor er zum Spielfilm kam.
Sher tritt seit Mitte der 1990er Jahre als eigenständiger Kameramann für Film und Fernsehen in Erscheinung. Sein Schaffen umfasst rund 50 Produktionen, darunter vor allem Komödien.
Eine langjährige Zusammenarbeit verbindet ihn seit 2009 mit dem Regisseur Todd Phillips. So war Sher an dessen Hangover-Trilogie beteiligt und übernahm auch die Kameraarbeit bei Joker, der 2019 erschien. Diese Arbeit brachte ihm 2019 die Auszeichnung mit dem Goldenen Frosch auf dem Camerimage ein, 2020 folgten u. a. je eine British-Academy-Film-Award- und Oscar-Nominierung.
2017 gab er mit der Komödie Wer ist Daddy? sein Regiedebüt.

## Filmographie (Auswahl)
- 1995: Captain Jack
- 1997: On the Border
- 1999: Shark Attack
- 2000: Sterben, aber richtig (A Better Way to Die)
- 2001: Kissing Jessica (Kissing Jessica Stein)
- 2002: Ohne jeden Ausweg (Emmett's Way)
- 2004: Garden State
- 2004: Club Mad
- 2005: Glück in kleinen Dosen (The Chumscrubber)
- 2005: Ein Duke kommt selten allein (The Dukes of Hazzard)
- 2006: Verbraten und Verkauft (Grilled)
- 2007: Desires of a Housewife – Menschen am Abgrund (When a Man Falls in the Forest)
- 2007: Dan – Mitten im Leben! (Dan in Real Life)
- 2009: Hangover
- 2009: Trauzeuge gesucht! (I Love You, Man)
- 2010: Stichtag (Due Date)
- 2011: Paul – Ein Alien auf der Flucht (Paul)
- 2011: Hangover 2
- 2011: Ein Jahr vogelfrei! (The Big Year)
- 2012: Der Diktator (The Dictator)
- 2013: Hangover 3
- 2014: Wish I Was Here
- 2016: War Dogs
- 2019: Godzilla II: King of the Monsters (Godzilla: King of the Monsters)
- 2019: Joker
- 2021: Der Vogel (The Starling)
- 2022: Black Adam
- 2024: Joker: Folie à Deux